# 毛鳳 (正德進士)
毛鳳（1472年—？年），字鳴岡，台州府臨海縣人，浙江绍兴卫军籍。明朝政治人物。

## 生平
治《詩經》，行五，弘治十四年（1501年）由國子生中式辛酉科浙江鄉試第九名舉人，正德三年（1508年）戊辰科第三甲第九十五名進士。四年五月授南京四川道御史，十五年巡按广东。后为副使余本所讦，以不谨黜。

## 家族
曾祖毛宜民。祖父毛员。父毛清，遇例冠帶。嫡母陆氏；生母杨氏。慈侍下，兄能、喆、珏、鸿、弟鹏。